# 易鼎新
易鼎新（1887年—1953年），电工专家，教育家。

## 生平
1887年，易鼎新出生于湖南省醴陵县楚车乡四柱坪，家庭世代务农。自八岁起至十七岁，在乡间私塾读书。1904年，入读醴陵渌江高等小学。同年10月以第一名考入长沙府中学堂。1906年，考入湖南省城游学预备科。1907年，任江西萍乡栗江高等小学征聘英文数学教员。1908年，入读奉天方言学堂，专习英文。1909年，入读北京财府学堂特科。1910年8月，考取庚子赔款第二批留美资格，赴美国理海大学电机系念书。1914年，以全专业第2名的优异成绩毕业（创下了该校中国留学生的记录）并前往美国最著名的奇异电器制造公司实习，同时在附近的缅因大学研究院电机部进修并于次年6月获缅因大学理学硕士学位。
1915年，回国任教于湖南公立工业专门学校，同时在湖南高等师范学校兼课，兼任湖南电灯公司工程师。1918年，应聘担任汉阳钢铁厂、大冶铁厂和萍乡煤矿工程师，直至1926年8月。1926年，回湖南大学任教授。1927年，应聘于浙江工业专门学校（该校是年改为浙江大学工学院），任教务主任。
1929年，任杭州电厂厂长兼总工程师。1933年，回长沙任湖南电灯公司总工程师，并兼任湖南大学教授。1938年，到西迁辰溪的湖南大学任教，先后兼任总务长和教务长各一年。1942年，返回家乡醴陵，任东方中学校长。1944年，应聘至西迁遵义的浙江大学任教，兼电机系主任。1946年，重返湖南大学任教，兼任电机系主任和教务长。1949年，先后任湖南大学“应变委员会”主任委员、校长兼校务委员会主任委员。
1950年，改任湖南大学教务长。同年8月，加入中国国民党革命委员会。9月，由中南军政委员会任命为湖南大学副校长。1953年，任湖南大学代理校长、中南动力学院筹备委员会主任及华中工学院、中南动力学院、中南水利学院联合建校规划委员会副主任委员。同年3月15日病逝于长沙，享年67岁。

## 成就
易鼎新既是卓越的工程技术专家，又是知名的大学教授。前期主要从事工程技术工作，后期主要从事教育工作，在这两个领域都作出了杰出贡献。
- 任职杭州电厂任厂长兼总工程师期间，把这个半官办半私营的电厂改为公营，还清所有官僚和私人资本，并付以较优厚的利息，表现出经营电厂的高超能力和经验。任职湖南电灯公司总工程师期间，负责设备安装、调试和运行。两年即告成功，工程之巨，造价之廉，为当时华中地区所罕见。起草《长沙市电气事业计划草案》，对长沙电气事业的发展作出了突出的贡献。
- 历任湖南大学和浙江大学教授，主讲电炽学，原动力学，热工学，电厂设计等多门课程。从教三十多年，培养了大批电气工程师和学者。1949年任湖南大学“应变委员会”主任委员，为学校的顺利交接作出了贡献。

## 著述
《有线电报》、《有线电话》

## 延伸阅读
[在维基数据编辑]
 《游美同學錄·易鼎新》，出自《游美同學錄》

| 官衔          | 官衔                         | 官衔        |
| ------------- | ---------------------------- | ----------- |
| 前任： 胡庶华 | 湖南大学校长 1949年7月-12月  | 繼任： 李达 |
| 前任： 李达   | 湖南大学代校长 1953年1月-4月 | 繼任： 朱凡 |